# Бабур-наме
«Бабу́р-наме́» (чагат. بابر نامہ‎; «Книга Бабура» или «Записки Бабура») — воспоминания Захир ад-дина Мухаммеда Бабура (1483—1530), основателя Империи Великих Моголов, потомка Тамерлана. Написаны на чагатайском языке, в то время именовавшемся «тюрки́». 

## Название
Несмотря на распространённость названия «Бабур-наме», сам автор вероятнее всего имел замысел назвать своё произведение «Вака́и» (араб. وقائع‎, waqā'iʿ «События»), а последующие правители Империи именовали его «Wāqiʿāt-i Bāburī — Книга на языке тюрки, написанная самим Его Величеством». Ионизированное название Бабур-наме появляется лишь позднее в переводах автобиографии с чагатайского оригинала на персидский язык, в соответствии с широко распространённой в те времена традицией. 

## Содержание
Изложение начинается с воцарения 12-летнего Бабура в Фергане. От первого лица Бабур  описывает свои первые шаги и неудачи, в числе которых была потеря Самарканда. В начале 23 года своей жизни Бабур выехал из Ферганы и направился на юг. Он рассматривал вариант переезда в Хорасан. Первоначально его сопровождало лишь 200 воинов. Одной из его остановок был Гиссар, затем он через Кундуз перебрался в Кабул в 1504 году. Поскольку местный правитель Муким сдал Кабул без боя, ему было разрешено уехать к отцу в Кандагар. Осев в Кабуле, Бабур раздал своим сторонникам земли в Газни, Кунаре и Нангархаре. С первых же лет Бабур столкнулся с мятежами хазарейцев на западе и афганцев на востоке. Успехи давнего противника Мухаммеда Шейбани, вынудили Бабура в 1507 году двинуться в направлении Индостана через Нангархар. Однако когда угроза миновала и Мухаммед Шейбани ушёл из под Кандагара, Бабур вернулся в Кабул, где у него весной 1508 года родился сын Хумаюн.  
Сведения о жизни и деятельности Бабура за период с 1508 по 1519 годы в «Бабур-наме» отсутствуют, что связано либо с решением автора, утерей этой части или преднамеренным уничтожением в последующие периоды.
В конце 1525 года Бабур во главе 12-тысячной армии начал поход в Индостан, двигаясь вниз по течению реки Кабул. Переправившись через Инд, его армия достигла Сиалкота. Крупнейшим сражением за время похода стала победоносная Панипатская битва против местного султана Ибрахима. В мае 1526 года Бабур был уже в Агре, где приобрёл знаменитый алмаз и поселился во дворце султана Ибрахима.
Бабур в своих мемуарах предстаёт как скромный, одинокий, простой в быту человек, в то же время Бабур в своём повествовании допускает изображения себя в самом дурном свете.
Бабур был высокообразованным носителем Средняя Азия / среднеазиатская культуры. Его записки отражают его интерес к истории, быту, флоре и фауне посещённых им стран, имеют огромную историческую и литературную ценность. В сочинении встречаются отдельные фразы и строки на персидском языке.

## Переводы и издания
«Записки Бабура» уже в эпоху Великих Моголов служили настольной книгой императоров, переводились на фарси и богато иллюстрировались лучшими мастерами индийской миниатюры. 
Акбар I Великий, внук Бабура, приказал перевести произведение на персидский язык и проиллюстрировать многочисленными миниатюрами.
Интерес к произведению в европейской культуре начался с XVIII века. Первый частичный перевод «Бабур-наме» осуществлён в Голландии в 1705 году Витсеном. В России «Бабур-наме» было впервые опубликовано И. Ильминским в 1857 году по списку, который был приобретён Тимуром Пилатом в 1714 году в Бухаре.
К настоящему времени памятник переведён примерно на 25 языков мира, в том числе и на русский (перевод М. А. Салье, издан в 1958 и 1993 годах в Ташкенте).
В СССР в 1970 году был издана книга «Бобирнома расмлари» («Миниатюры к Бабур-наме») — иллюстрированный альбом на узбекском, русском и английском языках (издательство «Фан» УзССР).

## География Бабур-наме
К востоку от Ферганы автор помещает Кашгар, а к западу — Самарканд (столица земли Мавераннахр). К северу от Ферганы расположены земли разоренные монголами, а к югу — Бадахшан. Южнее Бадахшана был Кафиристан. Столицей Ферганы он называет Андижан, а основную реку — Сейхун. В окрестностях Ферганы упомянута гора Бара-Кух. 
Из городов еще упомянуты Ош и Ходжент, а также Бухара, Ташкент, Исфара, Маргилан, Термез, Герат, Кундуз и Кабул. Описывая Кабул, Бабур к северу от него помещает Кундуз и Андараб, разделенные Гиндукушем, к востоку Пешавар, к югу Афганистан (с центром в Кандагаре). Кабул назван пересечением караванных путей между Хорасаном и Индостаном. Здесь торгуют лошадьми, быками, тканями, сахарным тростником и лекарствами. 
Основным населением Ферганы Бабур называет тюрок, чей язык схож с языком Алишера Навои, но к западу от них живут персоязычные сарты. Отдельно он упоминает «туркменских кипчаков», узбеков и моголов. Из народов населяющих окрестности Кабула Бабур называет афганцев, аймаков, пашаев, таджиков, арабов, тюрков, сартов, хэзарейцев. 
Из животных упомянуты фазаны, соколы, куры, собаки, гуси, лисицы, кабаны, лошади, куланы, верблюды, овцы, олени, зайцы и змеи. Описывая экзотический мир Индостана Бабур называет обезьян и летучих лисиц.
Из растений: тюльпаны, дыни, миндаль, сливы,урюк, виноград, айва, яблоня, вишня, персик, гранаты и чинар. При описании южных стран долины Инда, он также упоминает апельсины, лимоны, бананы и финиковую пальму. При описании Кафиристана, он описывает сосну, кедр и дуб.
Описывая Хиндустан (Индию), лежащий по ту сторону реки Инд, Бабур обращает внимание на Кашмирские горы (продолжение Гиндукуша), которые тянутся до Бенгалии. За горами находится Тибет. Примечательным животным Индии Бабур называет слона. Также он описывает носорога, коротконожку, нильгау, крокодила (водяного льва) и обезьян (бандар).

## Издания
На русском языке
- Автор-составитель Хамид Сулейман. Альбом «Миниатюры к Бабур-наме» = «Бобирнома расмлари» / Под редакцией академика АН УзССР И. М. Муминова. АН УзССР. Музей литературы им. А. Навои. — Ташкент ГСП: «Фан» УзССР, 1970. — 160 с. — 25 000 экз.
- Бабур-наме: Записки Бабура / Перевод М. А. Салье. Общ. ред. и доработка С. А. Азимджановой. Институт востоковедения Академии наук Республики Узбекистан. — Изд. 2-е, доработанное. — Ташкент: Главная редакция энциклопедий, 1993. — 464 с. — 30 000 экз. — ISBN 5-89890-060-8. (В пер.)